# La Atalaya (pico)

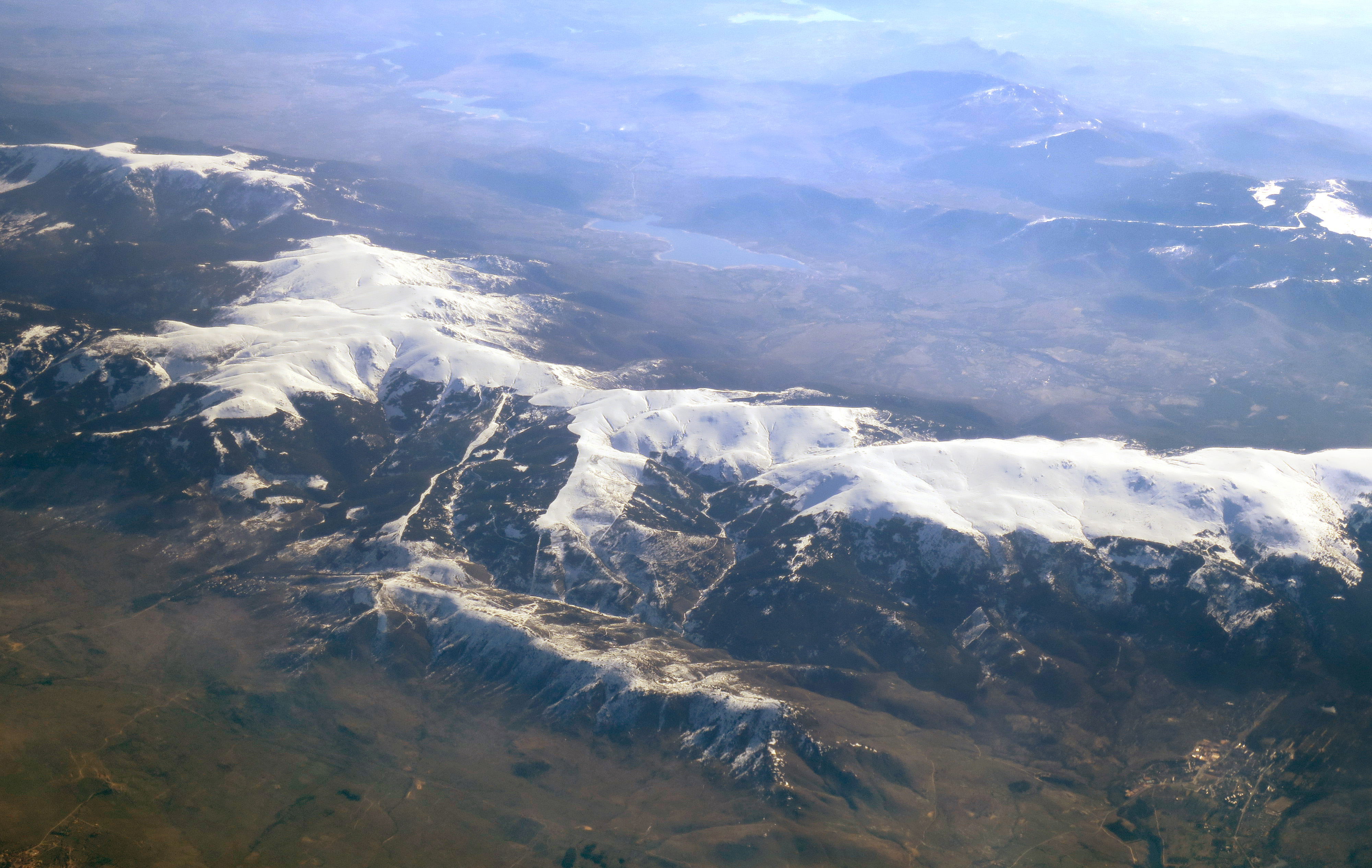
Vista aérea de la Sierra de Guadarrama, La Atalaya abajo en el centro

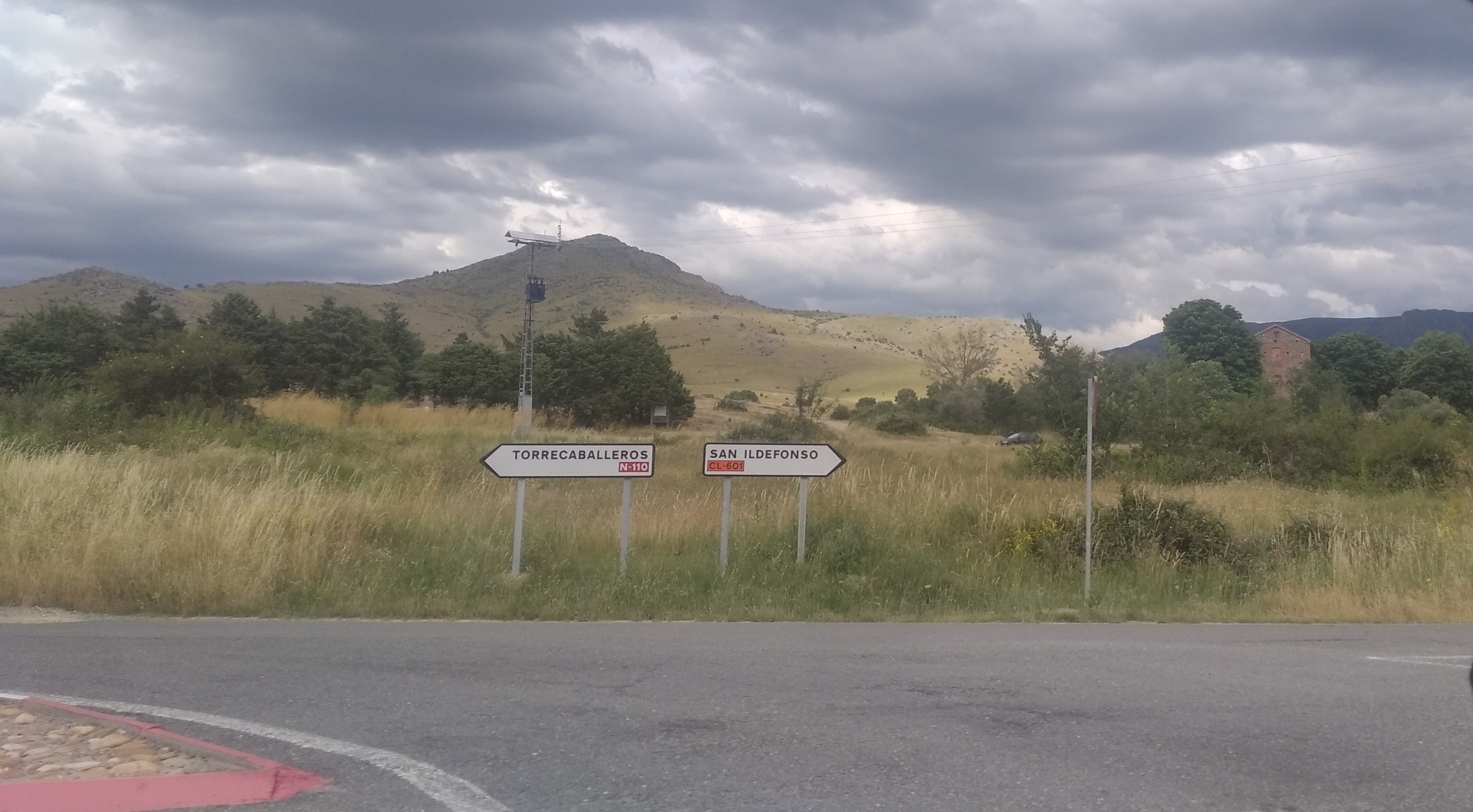
La Atalaya desde Gamones

La Atalaya es un pico de 1647 m de altura situado en la sierra de Guadarrama (sistema Central). El punto más alto está situado entre los términos municipales de Trescasas y Palazuelos de Eresma. En el lado del municipio de Trescasas hay situada una antena de telecomunicaciones. Al norte de esta formación se encuentra el Cerro de Las Cardosillas (1636 m) y al este las Calderas del río Cambrones del alto valor natural.

## Toponimia
Topónimo de origen árabe cuya presencia da nombre a: la urbanización de La Atalaya en Trescasas que es el asentamiento humano más cercano, la Mancomunidad de La Atalaya conformada por los municipios de Trescasas y Palazuelos de Eresma, San Cristóbal de Segovia y La Lastrilla, al CEIP La Atalaya colegio de educación infantil y primaria situado en Palazuelos de Eresma y al club de fútbol de Palazuelos de Eresma el CD Monteresma La Atalaya.

## En la cultura popular

### Poema en el pico La Atalaya
Si quieres comer bien,
barato y en buena fonda,
vete al pico La Atalaya
que allí dejarás de sobre.
El primer plato que dan,
son alubias rompedoras,
el segundo de metraya,
para recordar memoria.
Estando yo en mi trinchera,
un rojillo vi pasar,
yo le eché el "alto quien vive"
no me quiso contestar.
Eché mano a mi fusil
y a mis cartucheras,
"legionario, no me mates"
que me entregaré a la guerra".

### Leyenda del Tuerto de Pirón
El Tuerto de Pirón era un bandolero nacido en la localidad segoviana cercana de Santo Domingo de Pirón. Fernando Delgado Sanz, apodado el Tuerto de Pirón, robaba a los ricos, asaltaba iglesias y caminos, según cuentan los locales y como se relata en el libro Romances de El Tuerto de Pirón narración de Tomás Calleja, La Atalaya y La Flecha era desde donde vigilava todo el entorno proyectando sus asaltos a viajeros, carruajes y caminantes.